# Liste der denkmalgeschützten Objekte in Altlichtenwarth
Die Liste der denkmalgeschützten Objekte in Altlichtenwarth enthält die 10 denkmalgeschützten, unbeweglichen Objekte der niederösterreichischen Gemeinde Altlichtenwarth im Bezirk Mistelbach.

## Denkmäler
| Foto |                 | Denkmal                                                               | Standort                                                       | Beschreibung | Metadaten |
| ---- | --------------- | --------------------------------------------------------------------- | -------------------------------------------------------------- | --- | --- |
| ja   | Datei hochladen | Figurenbildstock hl. Johannes Nepomuk HERIS-ID: 13098 Objekt-ID: 9265 | bei Hauptstraße 20 Standort KG: Altlichtenwarth                | Auf dem Voluten-Sockel der Statue ist das Chronogramm 1750 (1735) angebracht. | BDA-Hist.: Q38153472 Status: § 2a Stand der BDA-Liste: 2025-06-30 Name: Figurenbildstock hl. Johannes Nepomuk GstNr.: 4192 Statue of John of Nepomuk, Altlichtenwarth |
| ja   | Datei hochladen | Kriegerdenkmal, sog. Kriegerkapelle HERIS-ID: 49453 Objekt-ID: 53167  | nördlich Hutsaulbergstraße 404 Standort KG: Altlichtenwarth    | Das Kriegerdenkmal am Hutsaulberg wurde 1923 errichtet. Anmerkung: siehe Fehlerliste | BDA-Hist.: Q38033927 Status: § 2a Stand der BDA-Liste: 2025-06-30 Name: Kriegerdenkmal, sog. Kriegerkapelle GstNr.: 375/1                                             |
| ja   | Datei hochladen | Pfarrhof HERIS-ID: 13095 Objekt-ID: 9262                              | Kaiser Franz Josef Straße 99 Standort KG: Altlichtenwarth      | Der spätbarocke Pfarrhof wurde 1778 erbaut. | BDA-Hist.: Q38153433 Status: § 2a Stand der BDA-Liste: 2025-06-30 Name: Pfarrhof GstNr.: 3 Altlichtenwarth Pfarrhof                                                   |
| ja   | Datei hochladen | Kath. Pfarrkirche hl. Nikolaus HERIS-ID: 13093 Objekt-ID: 9260        | Kaiser Franz Josef Straße 99a Standort KG: Altlichtenwarth     | Die Pfarrkirche besitzt ein spätromanisch-frühgotisches Hauptschiff und einen spätgotischen Südturm. Im Chor des Seitenschiffs befinden sich zu Beginn des 14. Jahrhunderts geschaffene Wandmalereien. | BDA-Hist.: Q20022871 Status: § 2a Stand der BDA-Liste: 2025-06-30 Name: Kath. Pfarrkirche hl. Nikolaus GstNr.: 1 Pfarrkirche hl. Nikolaus, Altlichtenwarth            |
| ja   | Datei hochladen | Ehem. Friedhof HERIS-ID: 13094 Objekt-ID: 9261                        | Kaiser Franz Josef Straße 99a Standort KG: Altlichtenwarth     | Der ehemalige Friedhof umgibt die Pfarrkirche. | BDA-Hist.: Q38153414 Status: § 2a Stand der BDA-Liste: 2025-06-30 Name: Ehem. Friedhof GstNr.: 1                                                                      |
| ja   | Datei hochladen | Figurenbildstock Christus Salvator HERIS-ID: 13102 Objekt-ID: 9269    | bei Kaiser Franz Josef Straße 99a Standort KG: Altlichtenwarth | In einer Segmentbogennische in der Friedhofsmauer steht eine lebensgroße barocke Christus-Salvator-Statue aus Sandstein.                                                                               | BDA-Hist.: Q38153609 Status: § 2a Stand der BDA-Liste: 2025-06-30 Name: Figurenbildstock Christus Salvator GstNr.: 1                                                  |
| ja   | Datei hochladen | Kaiser Franz Joseph-Denkmal HERIS-ID: 13103 Objekt-ID: 9270           | bei Kaiser Franz Josef Straße 99a Standort KG: Altlichtenwarth | Das Denkmal erinnert an das 60-jährige Regierungsjubiläum von Kaiser Franz Joseph I. im Jahre 1908. | BDA-Hist.: Q38153671 Status: § 2a Stand der BDA-Liste: 2025-06-30 Name: Kaiser Franz Joseph-Denkmal GstNr.: 4552/1 Altlichtenwarth Kaiser Franz Joseph-Denkmal        |
| ja   | Datei hochladen | Pestkapelle HERIS-ID: 13099 Objekt-ID: 9266                           | an der Straße nach Reinthal Standort KG: Altlichtenwarth       | Die um 1980 renovierte Kapelle erinnert an das Pestjahr 1679. | BDA-Hist.: Q38153541 Status: § 2a Stand der BDA-Liste: 2025-06-30 Name: Pestkapelle GstNr.: 2340                                                                      |
| ja   | Datei hochladen | Bildstock Hahnkreuz HERIS-ID: 13100 Objekt-ID: 9267                   | an der Straße nach Reinthal Standort KG: Altlichtenwarth       | Das sogenannte Hahnkreuz an der L 15 (Mühlbergstraße) ist eine gotische Lichtsäule. | BDA-Hist.: Q38153560 Status: § 2a Stand der BDA-Liste: 2025-06-30 Name: Bildstock Hahnkreuz GstNr.: 2363                                                              |
| ja   | Datei hochladen | Gotische Lichtsäule HERIS-ID: 13101 Objekt-ID: 9268                   | bei Mühlberg 1 Standort KG: Altlichtenwarth                    | Der gotische Pfeiler in Mühlberg hat einen Nischenaufsatz mit Pyramidenbekrönung. | BDA-Hist.: Q38153579 Status: Bescheid Stand der BDA-Liste: 2025-06-30 Name: Gotische Lichtsäule GstNr.: 1441/3                                                        |